# 나루사와촌 (아오모리현)
나루사와촌(鳴沢村)은 아오모리현 니시쓰가루군에 설치되었던 촌이다.

## 연혁
- 1889년 4월 1일 - 정촌제 시행에 의해 니시쓰가루군 미나미우키타촌, 기타우키타촌, 유후네촌, 고야시키촌, 다테이시촌, 데키시마촌과 합병되어 나루사와촌이 발족하였다.
- 1955년
  - 3월 30일 - 니시쓰가루군 기즈쿠리정, 고시미즈촌, 시바타촌, 데세이촌, 다테오카촌이 촌역의 일부를 합병해, 나루사와촌이 신설되었다.
  - 3월 31일 - 니시쓰가루군 아지가사와정, 아카이시촌, 나카촌, 마이도촌과 합병해, 아지가사와정을 신설되어 소멸하였다.